# El Lúcumo
El Lúcumo es una localidad peruana ubicada en el distrito de Yamango, perteneciente a la provincia de Morropón del departamento de Piura, al norte del Perú. 

## Ubicación
El Lúcumo se ubica al noreste de la provincia de Morropón, en el distrito de Yamango, en el departamento de Piura. 

## Demografía
En 2017 El Lúcumo tenía una población de 2 habitantes.
| Gráfica de evolución demográfica de El Lúcumo entre 1993 y 2017 |
|                                                                 |
| Fuentes: Población 1993 y 2017                                  |